# Томас Віллібортс Босхарт
Томас Віллібортс Босхарт (нід. Thomas Willeboirts Bosschaert, 1613, Берген —1654, Антверпен) — фламандський художник доби бароко. Представник Антверпенської школи, помічник Пітера Пауля Рубенса.

## Життєпис
Народився в католицькій родині. Близько 1628 року перебрався в багате, торгове місто Антверпен, відомий тогочасний мистецький центр. Став помічником в майстерні художника Герарда Сегерса, де вісім років опановував художню майстерність. В 1636 або 1637 році став громадянином Антверпена і став членом місцевої гільдії Святого Луки.
Після цього отримав звання майстра з правом відкрити власну майстерню і набирати учнів. Відомо, що роками співпрацював з місцевими художниками, серед яких- 
- Даніель Сегерс
- Франс Снейдерс
- Ян Фіт
- Адріан ван Утрехт
- Пауль де Вос.

На талановитого митця звернув увагу сам Рубенс. Відомо, що він запросив Томаса Босхарта до виконання картин по замові короля Іспанії Філіппа IV, призначених для оздоб королівського палацу Торре де ла Парада, серед яких і міфологічна композиція « Діана та Ендіміон».
Після смерті Рубенса Томас Босхарт працює сам. Як відомого декоратора його поціновує штатгальтер Фредерік Генріх Нассау Оранський, що був замовником його картин. По смерті Фредеріка Генріх Нассау Оранського його замовницею стала удова штатгальтера — принцеса Амалія фон Сольмс, що залучила талановитого художника для оздоблення зали слави Оранських у палаці Хейс тен Босх неподалік міста Гаага.
Серед замовників художника також були вельможі Іспанії. Художня манера митця була досить близька до елегантної художньої манери Антоніса ван Дейка, що приводило до плутанини. Твори Томаса Босхарта приймали за твори ван Дейка, який працював і помер в Англії.
Томас Босхарт помер в січні 1654 року в Антверпені.

## Вибрані твори
- Автопортрет, 1637

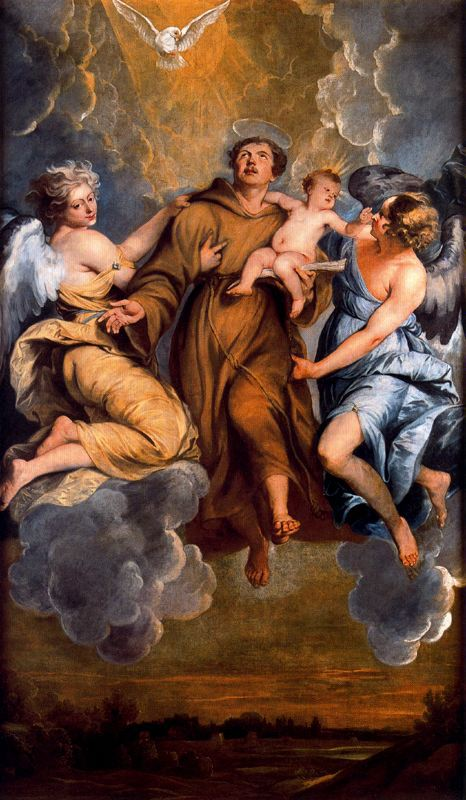
Святий Антоній Падуанський і два янголи, близько 1650, Вальядолід,коишня колегія Св.Григорія, Іспанія

- «Святий Антоній Падуанський і два янголи», близько 1650, Вальядолід, Іспанія
- грізайлі з релігійними композиціями і гірляндами, (разом з Даніелем Сегерсом )
- «Непорочне зачаття», Вальядолід, Іспанія
- Переможець Амур ( між атрибутами війни і миру ), Національний музей Швеції, Стокгольм
- «Апофеоз Діви Марії», після 1628, Державний музей (Амстердам)
- серія міфологічних картин для короля Іспанії Филипа IV (разом з Рубенсом )
- декор зали слави принців Оранських, палац Гейс-тен-Бос, Гаага
- три релігійні композиції для церкви монастиря францисканців в місті Фуенсальданья, Іспанія, серед яких і « Стігмати Франциска Ассізького»
- «Святий Франциск і янгол»

## Джерела

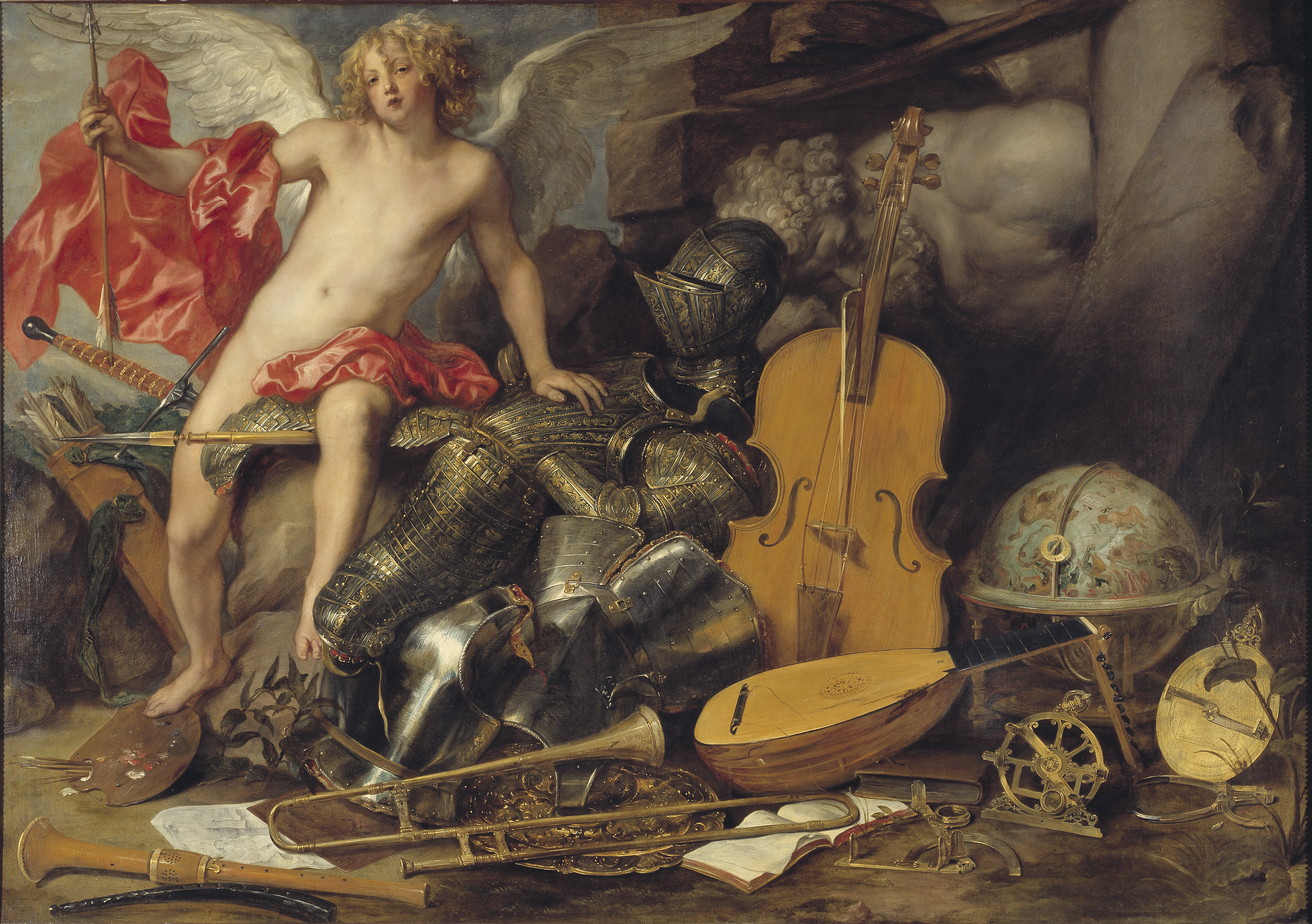
Переможець Амур (між атрибутами війни і миру), Національний музей Швеції, Стокгольм.